# Alexander Mikaberidze
Alexander Mikaberidze (géorgien : ალექსანდრე მიქაბერიძე, russe : Алекса́ндр Микабери́дзе), né le 27 janvier 1978, est un avocat géorgien, auteur et historien, spécialisé dans les études napoléoniennes, l'histoire de la Russie et l'histoire géorgienne. Il est professeur d'histoire et de sciences sociales à l'université d'État de Louisiane à Shreveport.
L'historien Thierry Lentz, directeur de la Fondation Napoléon, le considère comme un des meilleurs spécialistes étrangers du Premier Empire.

## Biographie
Alexander Mikaberidze est né en 1978 à Aktobe, République Socialiste Soviétique kazakhe, Union soviétique, où ses parents travaillaient,. En 1990, ils sont retournés en RSS de Géorgie, qui a acquis son indépendance en 1991.
Il est diplômé de l'université d'État de Tbilissi en 1999 avec une licence en droit international. De 1996 à 2000, il a travaillé au ministère des Affaires étrangères de Géorgie, où il s'est occupé des questions relatives aux droits de l'homme et des relations avec le Conseil de l'Europe.

## Histoire de l'Islam
Alexander Mikaberidze a édité une encyclopédie en deux volumes couvrant l'histoire de l'Islam militaire et politique intitulée Conflict and Conquest in the Islamic World: A Historical Encyclopedia, publiée en 2011.
L'encyclopédie contient plus de 600 entrées provenant de dizaines de contributeurs, ainsi qu'un glossaire, des cartes et des photographies.

## Publications
- Les Guerres napoléoniennes. Une histoire globale (The Napoleonic Wars. A Global History), Paris, Flammarion, 2020.
- Conflict and Conquest in the Islamic World: A Historical Encyclopedia, 2011.